# Великобритания на «Евровидении-1993»
Великобритания принимала участие в тридцать восьмом выпуске телевизионного конкурса Евровидение-1993, который состоялся 15 мая в Милстрите, Ирландия. Страну представляла известная поп-певица Соня Эванс с песней Better the Devil You Know ("Лучше чёрта, которого ты знаешь"), написанной Брайаном Тисдейлом и Дином Коллинсоном. По итогам голосования она заняла второе место из 25, набрав 164 балла. Это был второй год подряд, когда Великобритания финишировала в качестве вице-чемпиона. Данный результат позволил стране пройти квалификацию и принять участие в конкурсе 1994 года. Таким образом, Better the Devil You Know стала предшественницей британской заявки 1994 года Lonely Symhpony (We Will Be Free) в исполнении Фрэнсис Раффель. Конкурс был показан BBC на канале BBC One с комментариями Терри Вогана. Глашатаем от Великобритании был Колин Берри.

## До «Евровидения»

### Внутренний отбор
Британская телекомпания BBC с 1957 года отвечает за организацию отбора заявки на Евровидение и дальнейшую трансляцию конкурса. Традиционно все заявки отбирались через формат национального финала под названием A Song for Europe. В 1992 году BBC выбрало певца и артиста мюзиклов Майкла Болла как единственного участника A Song for Europe, в то время как сам финал проводился только с участием нескольких песен. Британское отделение Международного фан-клуба Евровидения (OGAE) провело опрос в конце 1991 года, попросив участников номинировать певца, который, по их мнению, должен был представлять Великобританию на конкурсе. Список артистов, включенных BBC, был представлен главам делегаций каждой страны-участницы конкурса песни Евровидение, которые в конечном итоге выбрали британского участника. Соня была объявлена BBC как британский представитель на конкурсе песни Евровидение-1993.

### A Song for Europe 1993
A Song for Europe 1993 состоялся 9 апреля в телецентре BBC в Лондоне. Ведущим был Терри Воган. Соня Эванс исполнила восемь песен, премьеры которых состоялись с 14 марта по 4 апреля на канале BBC One в специальной программе. Победитель среди песен определялся посредством телеголосования. Результаты голосования были объявлены Воганом в отдельной передаче. Лучшие четыре песни Соня включила в свой студийный альбом Better the Devil You Know, релиз которого состоялся после финала Евровидения. Остальные четыре песни не издавались певицей никогда.
| Порядковый номер | Название песни               | Автор(ы)                                       | Голоса  | Место |
| ---------------- | ---------------------------- | ---------------------------------------------- | ------- | ----- |
| 1                | A Little Love                | Иэн Кёрнов, Фил Гардинг, Шон Имрей             | 55,053  | 4     |
| 2                | I'm Gonna Put a Spell on You | Шон Имрей, Грэм Стэк                           | 27,795  | 6     |
| 3                | Life After Love              | Дэвид Харвуд-Смит, Роджер Грэм Тейлор          | 38,308  | 5     |
| 4                | It's Just a Matter of Time   | Алан Гласс, Гэри Бенсон                        | 18,251  | 8     |
| 5                | Better the Devil You Know    | Дин Коллинсон, Брайан Тисдейл                  | 156,955 | 1     |
| 6                | Our World                    | Джонни Уорман, Ник Грэм                        | 77,695  | 2     |
| 7                | So Much of Your Love         | Пат Макглинн, Джейн Эндрюс                     | 70,454  | 3     |
| 8                | Trust                        | Саймон Стирлинг, Джеффри Уильямс, Фил Маникица | 26,745  | 7     |

## На «Евровидении»
В связи с распадом Югославии и Советского Союза и роспуском Организации Варшавского договора Европейский вещательный союз ввёл правило о квалификации новых стран. Согласно этому правилу, страны, занявшие последние семь мест по итогам 1993 года, должны были взять перерыв на год, чтобы позволить странам-дебютантам принять участие. В Милстрите Соня выступила под номером 19, между Боснией и Герцеговиной и Нидерландами. Перед конкурсом букмекеры номинировали её как одного из фаворитов на победу. По итогам голосования она заняла второе место из 25, набрав 164 балла, включая максимальные 12 баллов от Австрии, Исландии, Бельгии и Израиля. За Соню проголосовали почти все страны-участницы, кроме Греции и Мальты. Это был второй год подряд, когда Великобритания финишировала в качестве вице-чемпиона. Данный результат позволил стране пройти квалификацию и принять участие на Евровидение-1994. 12 баллов британское жюри присудило стране-победительнице, Ирландии. Дирижёром оркестра во время исполнения британской песни был Найджел Райт.

### Голосование
| Очки      | Страна                                              |
| --------- | --------------------------------------------------- |
| 12 баллов | - Австрия - Бельгия - Израиль - Исландия            |
| 10 баллов | - Словения - Хорватия - Швеция                      |
| 8 баллов  | - Дания - Ирландия - Люксембург - Норвегия - Турция |
| 7 баллов  | - Португалия                                        |
| 6 баллов  | - Германия - Франция                                |
| 5 баллов  | - Испания - Финляндия - Швейцария                   |
| 4 балла   | - Кипр - Нидерланды                                 |
| 3 балла   | - Босния и Герцеговина                              |
| 2 балла   |                                                     |
| 1 балл    | - Италия                                            |

| Очки      | Страна     |
| --------- | ---------- |
| 12 баллов | Ирландия   |
| 10 баллов | Швейцария  |
| 8 баллов  | Хорватия   |
| 7 баллов  | Швеция     |
| 6 баллов  | Мальта     |
| 5 баллов  | Кипр       |
| 4 балла   | Франция    |
| 3 балла   | Австрия    |
| 2 балла   | Исландия   |
| 1 балл    | Португалия |